# Omgång 3 i kvalspelet till världsmästerskapet i fotboll 2022 (Caf)
Omgång 3 i kvalspelet till världsmästerskapet i fotboll 2022 (Caf) var den tredje av tre omgångar av Cafs (Afrika) kvalspel till VM 2022 i Qatar. Omgång 3 spelades mellan 25 och 29 mars 2022.

## Sammanfattning
| Caf – kvalomgång 3 | Caf – kvalomgång 3 | Caf – kvalomgång 3 | Caf – kvalomgång 3 | Caf – kvalomgång 3 |
| ------------------ | ------------------ | ------------------ | ------------------ | ------------------ |
| Lag 1              | Totalt             | Lag 2              | Möte 1             | Möte 2             |
| Egypten            | 1–1 (1–3 str.)     | Senegal            | 1–0                | 0–1 (e.f.)         |
| Kamerun            | 00002–2 (BM)       | Algeriet           | 0–1                | 2–1 (e.f.)         |
| Ghana              | 00001–1 (BM)       | Nigeria            | 0–0                | 1–1                |
| Kongo-Kinshasa     | 2–5                | Marocko            | 1–1                | 1–4                |
| Mali               | 0–1                | Tunisien           | 0–1                | 0–0                |

## Matcher

### Egypten mot Senegal
|             | 25 mars 2022 | Egypten               | 1 – 0           | Senegal | Cairo International Stadium                                             |                                                                         |
| 21:30 UTC+2 | 21:30 UTC+2  | Saliou Ciss 4′ (sjm.) | (1 – 0) Rapport |         | Kairo Publik: 70 000 Domare: Jean Jacques Ndala Ngambo (Kongo-Kinshasa) | Kairo Publik: 70 000 Domare: Jean Jacques Ndala Ngambo (Kongo-Kinshasa) |
| 21:30 UTC+2 | 21:30 UTC+2  |                       |                 |         | Kairo Publik: 70 000 Domare: Jean Jacques Ndala Ngambo (Kongo-Kinshasa) | Kairo Publik: 70 000 Domare: Jean Jacques Ndala Ngambo (Kongo-Kinshasa) |
| 21:30 UTC+2 | 21:30 UTC+2  |                       |                 |         | Kairo Publik: 70 000 Domare: Jean Jacques Ndala Ngambo (Kongo-Kinshasa) | Kairo Publik: 70 000 Domare: Jean Jacques Ndala Ngambo (Kongo-Kinshasa) |

|             | 29 mars 2022 | Senegal                                                           | 0000 1 – 0 (e.fl.)         | Egypten                                                | Diamniadio Olympic Stadium                               |                                                          |
| 17:00 UTC±0 | 17:00 UTC±0  | Boulaye Dia 3′                                                    | (1 – 0) Rapport            |                                                        | Dakar Publik: 50 000 Domare: Mustapha Ghorbal (Algeriet) | Dakar Publik: 50 000 Domare: Mustapha Ghorbal (Algeriet) |
| 17:00 UTC±0 | 17:00 UTC±0  |                                                                   |                            |                                                        | Dakar Publik: 50 000 Domare: Mustapha Ghorbal (Algeriet) | Dakar Publik: 50 000 Domare: Mustapha Ghorbal (Algeriet) |
| 17:00 UTC±0 | 17:00 UTC±0  | Kalidou Koulibaly Saliou Ciss Ismaïla Sarr Bamba Dieng Sadio Mané | Straffsparksläggning 3 – 1 | Mohamed Salah Ahmed Sayed Amr El Solia Mostafa Mohamed | Dakar Publik: 50 000 Domare: Mustapha Ghorbal (Algeriet) | Dakar Publik: 50 000 Domare: Mustapha Ghorbal (Algeriet) |

### Kamerun mot Algeriet
|             | 25 mars 2022 | Kamerun | 0 – 1           | Algeriet          | Japoma Stadium                                        |                                                       |
| 18:00 UTC+1 | 18:00 UTC+1  |         | (0 – 1) Rapport | 40′ Islam Slimani | Douala Publik: 40 000 Domare: Joshua Bondo (Botswana) | Douala Publik: 40 000 Domare: Joshua Bondo (Botswana) |
| 18:00 UTC+1 | 18:00 UTC+1  |         |                 |                   | Douala Publik: 40 000 Domare: Joshua Bondo (Botswana) | Douala Publik: 40 000 Domare: Joshua Bondo (Botswana) |
| 18:00 UTC+1 | 18:00 UTC+1  |         |                 |                   | Douala Publik: 40 000 Domare: Joshua Bondo (Botswana) | Douala Publik: 40 000 Domare: Joshua Bondo (Botswana) |

|             | 29 mars 2022 | Algeriet         | 0000 1 – 2 (e.fl.) | Kamerun                                              | Mustapha Tchaker Stadium                             |                                                      |
| 20:30 UTC+1 | 20:30 UTC+1  | Ahmed Touba 118′ | (0 – 1) Rapport    | 22′ Eric Maxim Choupo-Moting 120+4′ Karl Toko Ekambi | Blida Publik: 35 000 Domare: Bakary Gassama (Gambia) | Blida Publik: 35 000 Domare: Bakary Gassama (Gambia) |
| 20:30 UTC+1 | 20:30 UTC+1  |                  |                    |                                                      | Blida Publik: 35 000 Domare: Bakary Gassama (Gambia) | Blida Publik: 35 000 Domare: Bakary Gassama (Gambia) |
| 20:30 UTC+1 | 20:30 UTC+1  |                  |                    |                                                      | Blida Publik: 35 000 Domare: Bakary Gassama (Gambia) | Blida Publik: 35 000 Domare: Bakary Gassama (Gambia) |

### Ghana mot Nigeria
|             | 25 mars 2022 | Ghana | 0 – 0   | Nigeria | Baba Yara Stadium                                      |                                                        |
| 19:30 UTC±0 | 19:30 UTC±0  |       | Rapport |         | Kumasi Publik: 40 000 Domare: Redouane Jiyed (Marocko) | Kumasi Publik: 40 000 Domare: Redouane Jiyed (Marocko) |
| 19:30 UTC±0 | 19:30 UTC±0  |       |         |         | Kumasi Publik: 40 000 Domare: Redouane Jiyed (Marocko) | Kumasi Publik: 40 000 Domare: Redouane Jiyed (Marocko) |
| 19:30 UTC±0 | 19:30 UTC±0  |       |         |         | Kumasi Publik: 40 000 Domare: Redouane Jiyed (Marocko) | Kumasi Publik: 40 000 Domare: Redouane Jiyed (Marocko) |

|             | 29 mars 2022 | Nigeria                         | 1 – 1           | Ghana             | Moshood Abiola National Stadium                     |                                                     |
| 18:00 UTC+1 | 18:00 UTC+1  | William Troost-Ekong 22′ (str.) | (1 – 1) Rapport | 10′ Thomas Partey | Abuja Publik: 60 000 Domare: Sadok Selmi (Tunisien) | Abuja Publik: 60 000 Domare: Sadok Selmi (Tunisien) |
| 18:00 UTC+1 | 18:00 UTC+1  |                                 |                 |                   | Abuja Publik: 60 000 Domare: Sadok Selmi (Tunisien) | Abuja Publik: 60 000 Domare: Sadok Selmi (Tunisien) |
| 18:00 UTC+1 | 18:00 UTC+1  |                                 |                 |                   | Abuja Publik: 60 000 Domare: Sadok Selmi (Tunisien) | Abuja Publik: 60 000 Domare: Sadok Selmi (Tunisien) |

### Kongo-Kinshasa mot Marocko
|             | 25 mars 2022 | Kongo-Kinshasa  | 1 – 1           | Marocko              | Stade des Martyrs                                        |                                                          |
| 16:00 UTC+1 | 16:00 UTC+1  | Yoane Wissa 12′ | (1 – 0) Rapport | 76′ Tarik Tissoudali | Kinshasa Publik: 25 000 Domare: Victor Gomes (Sydafrika) | Kinshasa Publik: 25 000 Domare: Victor Gomes (Sydafrika) |
| 16:00 UTC+1 | 16:00 UTC+1  |                 |                 |                      | Kinshasa Publik: 25 000 Domare: Victor Gomes (Sydafrika) | Kinshasa Publik: 25 000 Domare: Victor Gomes (Sydafrika) |
| 16:00 UTC+1 | 16:00 UTC+1  |                 |                 |                      | Kinshasa Publik: 25 000 Domare: Victor Gomes (Sydafrika) | Kinshasa Publik: 25 000 Domare: Victor Gomes (Sydafrika) |

|             | 29 mars 2022 | Marocko                                                           | 4 – 1           | Kongo-Kinshasa  | Stade Mohammed V                                                     |                                                                      |
| 20:30 UTC+1 | 20:30 UTC+1  | Azzedine Ounahi 21′, 54′ Tarik Tissoudali 45+7′ Achraf Hakimi 69′ | (2 – 0) Rapport | 77′ Ben Malango | Casablanca Publik: 60 000 Domare: Pacifique Ndabihawenimana (Rwanda) | Casablanca Publik: 60 000 Domare: Pacifique Ndabihawenimana (Rwanda) |
| 20:30 UTC+1 | 20:30 UTC+1  |                                                                   |                 |                 | Casablanca Publik: 60 000 Domare: Pacifique Ndabihawenimana (Rwanda) | Casablanca Publik: 60 000 Domare: Pacifique Ndabihawenimana (Rwanda) |
| 20:30 UTC+1 | 20:30 UTC+1  |                                                                   |                 |                 | Casablanca Publik: 60 000 Domare: Pacifique Ndabihawenimana (Rwanda) | Casablanca Publik: 60 000 Domare: Pacifique Ndabihawenimana (Rwanda) |

### Mali mot Tunisien
|             | 25 mars 2022 | Mali | 0 – 1           | Tunisien                  | Stade du 26 Mars                                               |                                                                |
| 17:00 UTC±0 | 17:00 UTC±0  |      | (0 – 1) Rapport | 36′ (sjm.) Moussa Sissako | Bamako Publik: 50 000 Domare: Bamlak Tessema Weyesa (Etiopien) | Bamako Publik: 50 000 Domare: Bamlak Tessema Weyesa (Etiopien) |
| 17:00 UTC±0 | 17:00 UTC±0  |      |                 |                           | Bamako Publik: 50 000 Domare: Bamlak Tessema Weyesa (Etiopien) | Bamako Publik: 50 000 Domare: Bamlak Tessema Weyesa (Etiopien) |
| 17:00 UTC±0 | 17:00 UTC±0  |      |                 |                           | Bamako Publik: 50 000 Domare: Bamlak Tessema Weyesa (Etiopien) | Bamako Publik: 50 000 Domare: Bamlak Tessema Weyesa (Etiopien) |

|             | 29 mars 2022 | Tunisien | 0 – 0   | Mali | Stade Hammadi Agrebi                                    |                                                         |
| 20:30 UTC+1 | 20:30 UTC+1  |          | Rapport |      | Tunis Publik: 50 000 Domare: Maguette N'Diaye (Senegal) | Tunis Publik: 50 000 Domare: Maguette N'Diaye (Senegal) |
| 20:30 UTC+1 | 20:30 UTC+1  |          |         |      | Tunis Publik: 50 000 Domare: Maguette N'Diaye (Senegal) | Tunis Publik: 50 000 Domare: Maguette N'Diaye (Senegal) |
| 20:30 UTC+1 | 20:30 UTC+1  |          |         |      | Tunis Publik: 50 000 Domare: Maguette N'Diaye (Senegal) | Tunis Publik: 50 000 Domare: Maguette N'Diaye (Senegal) |